# كوري براون (لاعب كرة قدم أمريكية)
كوري براون (بالإنجليزية: Corey Phillip "Philly" Brown)‏ هو لاعب كرة قدم أمريكية أمريكي، ولد في 16 ديسمبر 1991 في Upper Darby Township, Pennsylvania ‏ في الولايات المتحدة.

## وصلات خارجية
- كوري براون على موقع إي إس بي إن.كوم (أن.أف.أل)3
- كوري براون على موقع مرجع كرة القدم المحترفة.كوم (الإنجليزية)